# Florence Payros
 (octobre 2018).
Si vous disposez d'ouvrages ou d'articles de référence ou si vous connaissez des sites web de qualité traitant du thème abordé ici, merci de compléter l'article en donnant les références utiles à sa vérifiabilité et en les liant à la section « Notes et références ».
Florence Payros est une comédienne française. Elle a étudié au Conservatoire national supérieur d'art dramatique de PARIS (CNSAD) notamment avec Philippe Adrien, Dominique Valadié, Andrzej Sewrin et Catherine Anne. Elle a été particulièrement remarquée dans Les félins m'aiment bien d’Olivia Rosenthal dans une mise en scène d’Alain Ollivier. Elle y interprétait le rôle de Marianne face à Valérie Crunchant qui jouait Cérès.
Elle a joué, entre autres, Mélisande dans Pelléas et Mélisande de Maurice Maeterlinck mis en scène par Alain Ollivier en janvier 2004 repris en mars 2005, et Agnès dans Le Songe d'August Strindberg mis en scène par Jacques Osinski au Théâtre de la Cité internationale.

## Filmographie
- Un jour avant Noël de Pierre Leccia (court métrage)
- Papa, je crack de Christian Lara (long métrage)
- Mon fils de Samuel Collardey (court métrage)
- Sauvage Innocence de Philippe Garrel (long métrage)
- Les Amants réguliers de Philippe Garrel
- Quelques heures à attendre de Malik Rumeau (court-métrage) Oct 2007
- La Jalousie de Philippe Garrel 2013
- La formule universelle de la paix de Chris Morin-Eitner 2020

## Théâtre - Danse
- 1996 : La belle Hélène Offenbach, mise en scène de Jérôme Savary, Théâtre du Capitole de Toulouse
- 1997 : La flûte enchantée Mozart, Théâtre du Capitole de Toulouse
- 1998 : Rigoletto de Verdi, mise en scène de Nicolas Joël, Théâtre du Capitole de Toulouse
- 2003 : Antropozoo de Gildas Milin, Théâtre national de la Colline
- 2004 : Pelléas et Mélisande de Maurice Maeterlinck, mise en scène Alain Ollivier, Théâtre Gérard Philipe[1],[2]
- 2005 : Les félins m'aiment bien d’Olivia Rosenthal, mise en scène Alain Ollivier, Théâtre Gérard Philipe
- 2006 : Le Songe d'August Strindberg, mise en scène Jacques Osinski, ACB Bar-le-Duc, Théâtre de la Cité internationale, Forum du Blanc-Mesnil
- 2007 : Tout d'Ingeborg Bachmann, mis en scène Christian Colin, Théâtre de Gennevilliers
- 2008 : Les Nuits d'Alfred de Musset, en collaboration avec Elya Birman. Spectacle sélection Printemps des Poètes
- 2009 : Les Insomniaques de Juan Mayorga, mise en scène David Geselson
- 2009 : La Chapelle-en-Brie d'Alain Gautré, mise en scène de l'auteur, Théâtre du Rond-Point, tournée nationale
- 2010 : Athalie de Jean Racine, mise en scène Tonia Galievski, Temple des Billettes
- 2013 : Orgueil et Préjugés de Jane Austen, mise en scène Roxane Pelatan
- 2016 : Vie Vie Section, compagnie POLLEN , mise en scène Katarzyna Kurzeja, Fabrique Culturelle
- 2016/2019 : Volkantornado, compagnie POLLEN, mise en scène Katarzyna Kurzeja, Fabrique Culturelle, Gare aux Artistes, La Brique Rouge, Le Chien Blanc, La Chapelle, Toulouse
- 2017 : Baleron, compagnie POLLEN, mise en scène Katarzyna Kurzeja, La Chapelle, Toulouse
- 2020 : Le sel de la vie de Françoise Héritier, seule-en-scène mis en scène par Marie Potonet, Festival Un Eté Particulier PARIS
- 2021 : Hors - Limite Cie Résonnances HyperFestival Paris Eté 2021

- 2020/24 : Le sel de la vie de Françoise Héritier, solo mise en scène par Marie Potonet, Paris et tournée, Festival femmes ordinaires extraordinaires, Mairie 18ème, Théâtre de l'Atelier Bleu ...
- 2023/24 : À cause de la couleur du ciel - vie et poèmes d'Anna Gréki, mise en scène de Marie Potonet, Théâtre du Centre Culturel Algérien (CCA) - Théâtre de Nesle Paris